# Felső-Fenyves-tó
A Fenyves-tavi-völgy (Szmrecsini-völgy) harmadik teraszán, 1716 m tengerszint feletti magasságban található a Felső-Fenyves-tó. 
Neve a Fenyves-tavi-völgy (Szmrecsini-völgy) nevéből ered: smrečina (ejtsd szmrecsina) szlovákul szó szerint fenyvest jelent. Valóban, a völgy alsó részén egy sűrű fenyveserdő található. A tó mássalhangzó-torlódással bővelkedő neve érthetetlen okból makacsul tartja magát, pedig már Kolbenheyer Károly és Kovács Pál: A Magas Tátra, Teschenben 1882-ben kiadott kalauza is említi a Fenyves-tó elnevezést. 
A zergékre vadászó lengyel vadorzók Koprowe Stawy = Kapor-tavak elnevezést használták valamikor, mivel a tavak a Kapor-völgyben a Kapor-csúcs alatt találhatók. A Szmrecsini-tavak elnevezés a XIX. században honosodott meg, majd később Alsó- és Felső-Szmrecsini-tóról kezdtek beszélni.
Staszic 1815-ben lengyelül a Czarny Staw pod Liptowskimi Murami = Liptói-fal alatti Fekete-tó elnevezést használja, színe és a Liptói-fal alatti helyzetéből indulva ki. Lorentz Viktor az MKE 1876-os Évkönyvében a Megfagyott-tó (Gefrorner See) elnevezést használja.